# Maroni (Chipre)
Maroni (en griego: Μαρώνι; en turco: Maroni) es un pueblo situado en el Distrito de Lárnaca de Chipre. En 2011 su población ascendía a 710 habitantes. Se cree que su nombre está relacionado con San Marón.

## Arqueología
Desde finales del siglo XIX se han realizado excavaciones en el área. En el sitio arqueológico de Tsarukas, situado en la costa, se han encontrado restos de edificios del siglo XIII a. C., así como varias tumbas, tinajas utilizadas para almacenamiento, pesas de telar y fragmentos de bronce. En otros yacimientos próximos, en Aspres y Vurnes, también se han encontrado restos de otros edificios de la Edad del Bronce Final. En particular, el edificio hallado en Vurnes destaca por sus grandes dimensiones y pudo haber sido un centro administrativo. En sus inmediaciones había talleres de procesamiento de cobre, un molino de aceite y un pozo que debió utilizarse para almacenar algún líquido. Es muy destacable el hallazgo de una vasija con signos de escritura chipro-minoica. Fue utilizado también en periodos posteriores a la Edad del Bronce. Se estima que a partir del periodo arcaico este gran edificio pudo haber tenido funciones de santuario.
Por otra parte, en toda el área que se encuentra entre Maroni y la costa se han hallado restos arqueológicos de épocas que abarcan desde el Neolítico —donde había un asentamiento en el lugar de Karagiannis— hasta la Edad Media. Destacan varias tumbas de la Edad del Bronce Antiguo y otra tumba donde fueron halladas abundantes piezas de cerámica y herramientas de hierro cuya cronología se sitúa en el periodo arcaico. También se han sacado a la luz los restos de un santuario que estuvo en uso al menos entre los periodos arcaico y helenístico que quizá estuviera dedicado a Deméter en cuyas inmediaciones se ha encontrado cerámica y restos de estatuas.